# Donatian und Rogatian

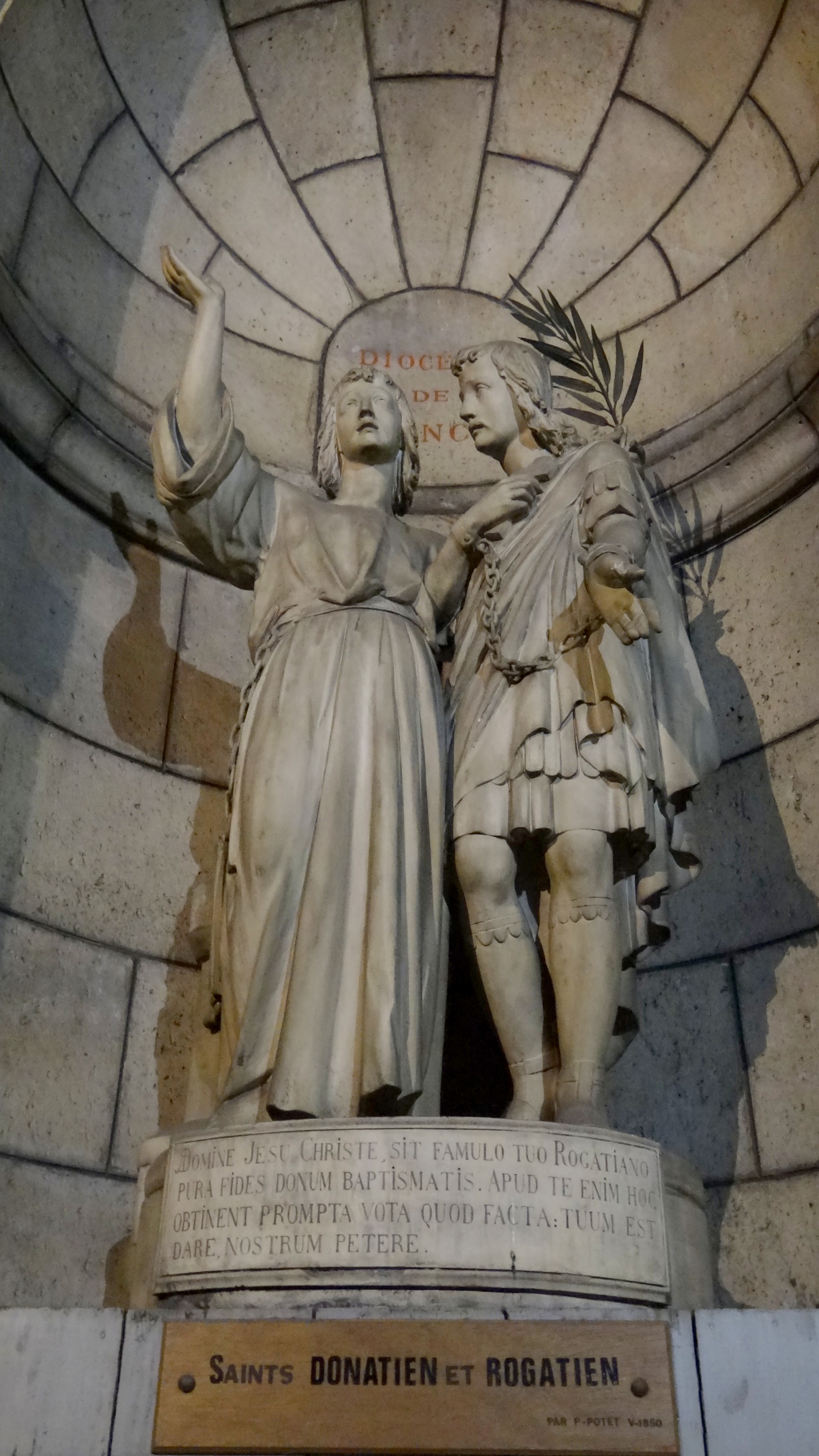
Donatian und Rogatian, Skulptur von Pierre Potet in der Krypta von Sacré-Cœur in Paris.
Die lateinische Inschrift gibt das in den Märtyrerakten überlieferte Gebet wieder, das Donatian vor der Hinrichtung für seinen ungetauften Bruder Rogatian an Christus richtete: „Herr Jesus Christus, für deinen Diener Rogatian werde der reine Glaube zum Geschenk der Taufe. Denn bei dir erlangen bereitwillige Gelübde dasselbe wie vollzogene Taten; dein ist das Geben, unser das Erbitten.“

Donatian und Rogatian (* 3. Jahrhundert; † 289 oder 304 in Nantes) waren zwei Brüder, die in Nantes wegen ihres christlichen Bekenntnisses gemeinsam hingerichtet wurden. Sie werden in der römisch-katholischen Kirche als Heilige und Stadtpatrone von Nantes verehrt.

## Leben
Der Überlieferung zufolge wurde Donatian, der jüngere der beiden, schon im jugendlichen Alter Christ und bekehrte viele durch sein Charisma. Auch sein älterer Bruder – meist als römischer Soldat dargestellt – wurde durch ihn überzeugt. Aber bevor Rogatian die Taufe empfangen konnte, begann eine neue Verfolgungswelle und Donatian und Rogatian wurden verhaftet, vor Gericht gestellt und hingerichtet. So empfing Rogatian die Bluttaufe. Die Hinrichtungsstelle markieren zwei Kreuze in der Rue Dufour. Beigesetzt wurden sie auf dem nahegelegenen Grundstück der Familie.

## Verehrung
Bald nach dem Toleranzedikt von Mailand wurden die Körper der beiden Märtyrer erhoben und in einem Marmorsarkophag geborgen, der große Verehrung genoss und zum Wallfahrtsziel wurde. Die erste Kirche an dieser Stelle entstand um 490. Die heutige Basilika St. Donatian und Rogatian wurde im letzten Viertel des 19. Jahrhunderts erbaut. In ihr ist der antike Marmorsarkophag zu sehen. Eine Marmorplatte in der Krypta bezeichnet die Stelle des ursprünglichen Begräbnisses.